# شکارچی

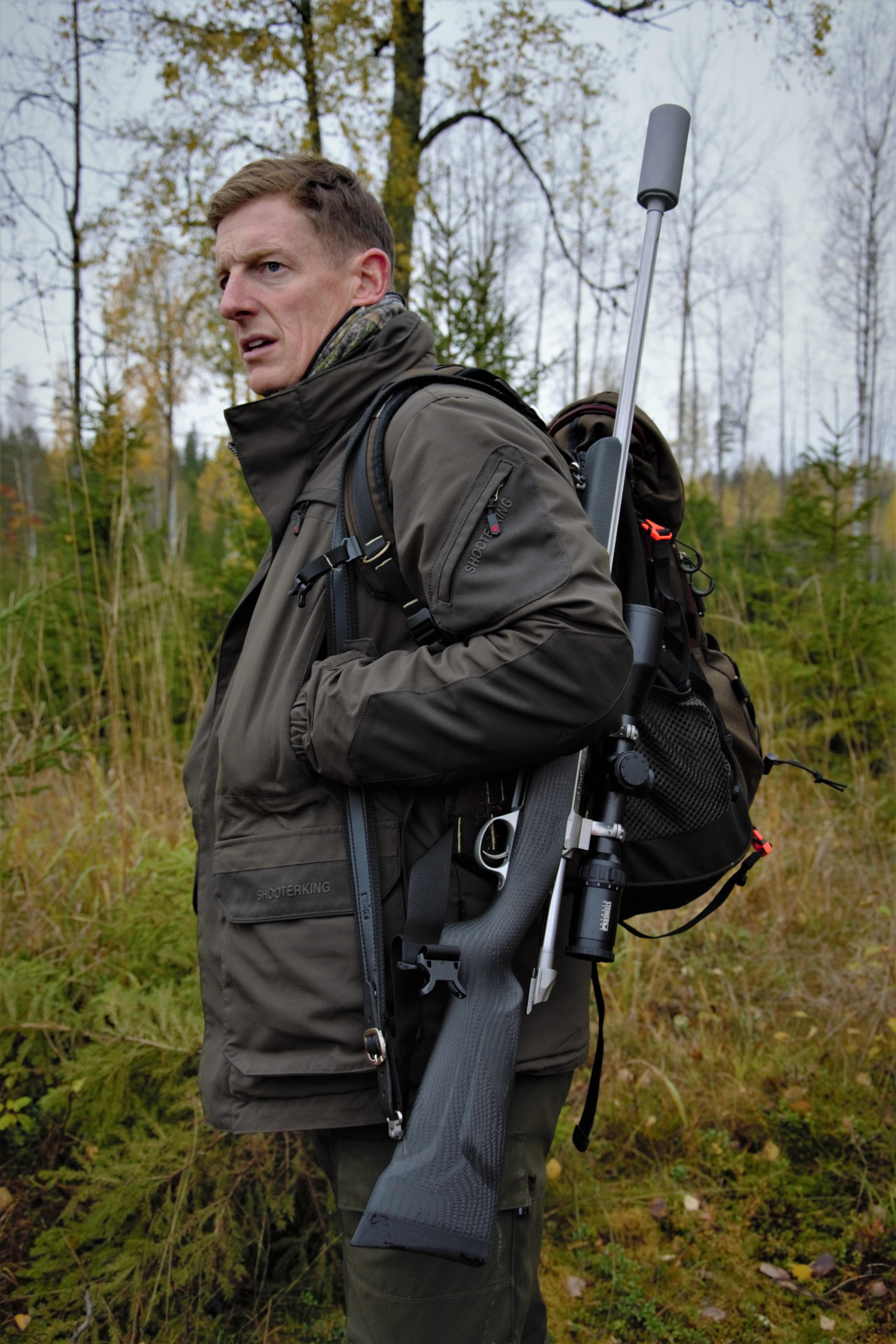
پل چایندرلی، شکارگر و شکاربان حرفه‌ای انگلیسی

شکارچی (انگلیسی: Professional hunter) یا شکارچی حرفه‌ای، فارغ از دیدگاه تفریحی آن، عنوان افرادی است که به مقولهٔ شکار، کمتر به عنوان حرفه‌ای درآمدزا یا تجاری می‌نگرند و در برخی مناطق همانند انگلستان و ایرلند، این حرفه جنبهٔ تجملاتی دارد و برخی نیز صرفاً دارای عناوینی همانند شکاربان هستند که در قرق‌های مخصوص به این حرفه مشغول هستند. شکارچیان گاهی صرفاً وظیفهٔ هدایت تیم‌های شکار را بر عهده می‌گیرند. برخی شکارچیان در بخش‌های خصوصی یا در سازمان‌های دولتی و در مناطق خاص به فعالیت می‌پردازند و مراقبت و مدیریت گونه‌هایی را عهده‌دار هستند که زاد و ولد بیش از حد آنها می‌تواند عواقبی در پی داشته باشد. یک مثال برجسته برای مورد ذکر شدهٔ اخیر، شکارچیان سازمان خدمات حیات‌وحش فدرال هستند؛ در حدود ۷۵۰ شکارچی این سازمان وظیفهٔ حراست، مدیریت و دفع تعرض احتمالی پرندگان به حریم ۵۶۵ باند فرودگاه سراسر ایالات متحده را بر عهده دارند.
برخی شکارچیان به این حرفه به عنوان شغل آزاد می‌نگرند و به تعبیر دیگر خویش‌فرما هستند و با فروش دستاوردهای شکار درآمد خود را تأمین می‌نمایند این در حالی است که، بسیاری از شکارچیان حرفه‌ای وظیفهٔ هدایت و راهنمایی مشتریان این حرفه را بر عهده می‌گیرند. در بیشتر مواقع و بسته به شرایط محیطی؛ به ویژه در مبحث سافاری، اغلب شکارچیان از اکیپ‌های شکار ران بهره می‌جویند.

## نگارخانه

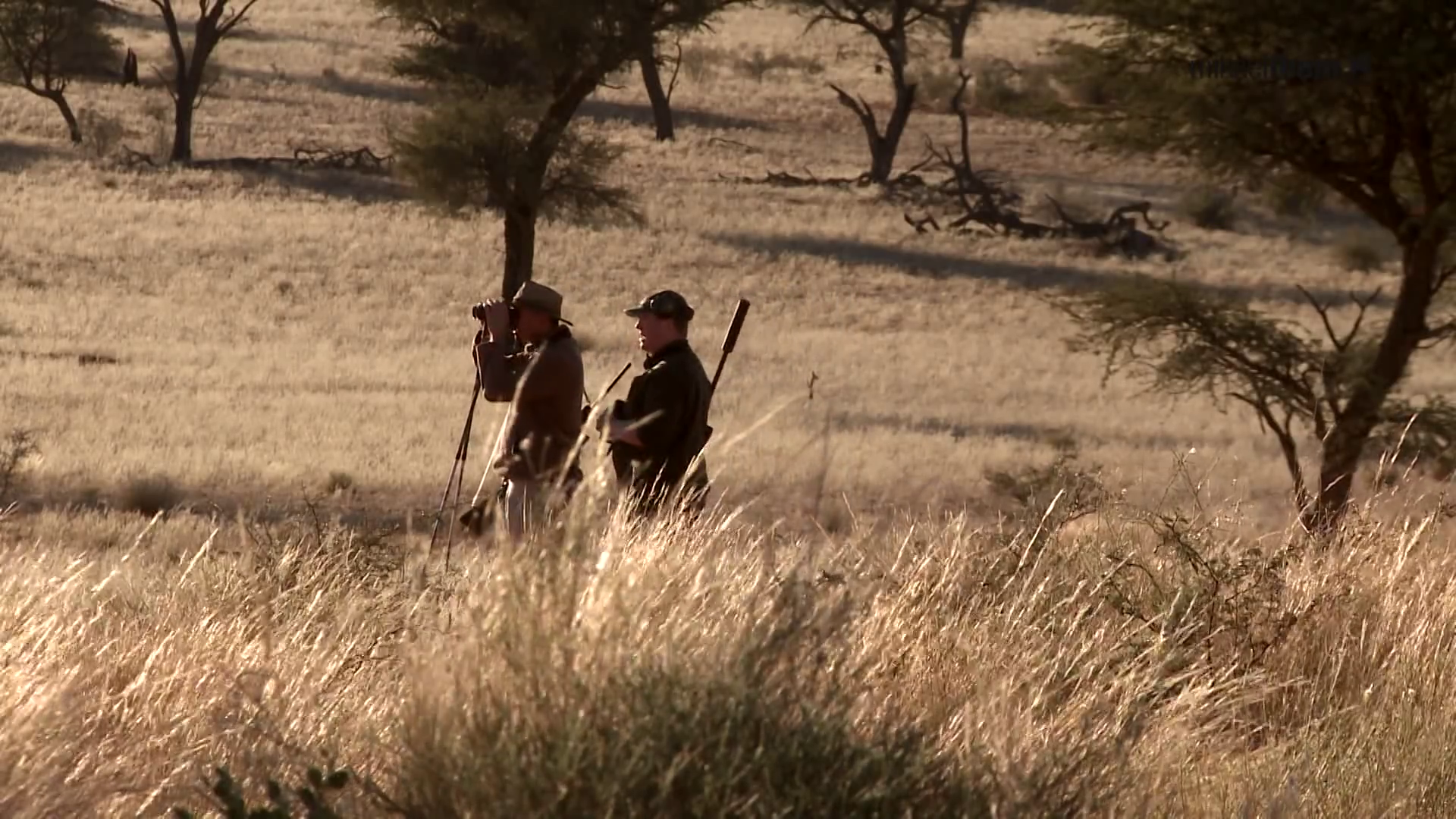
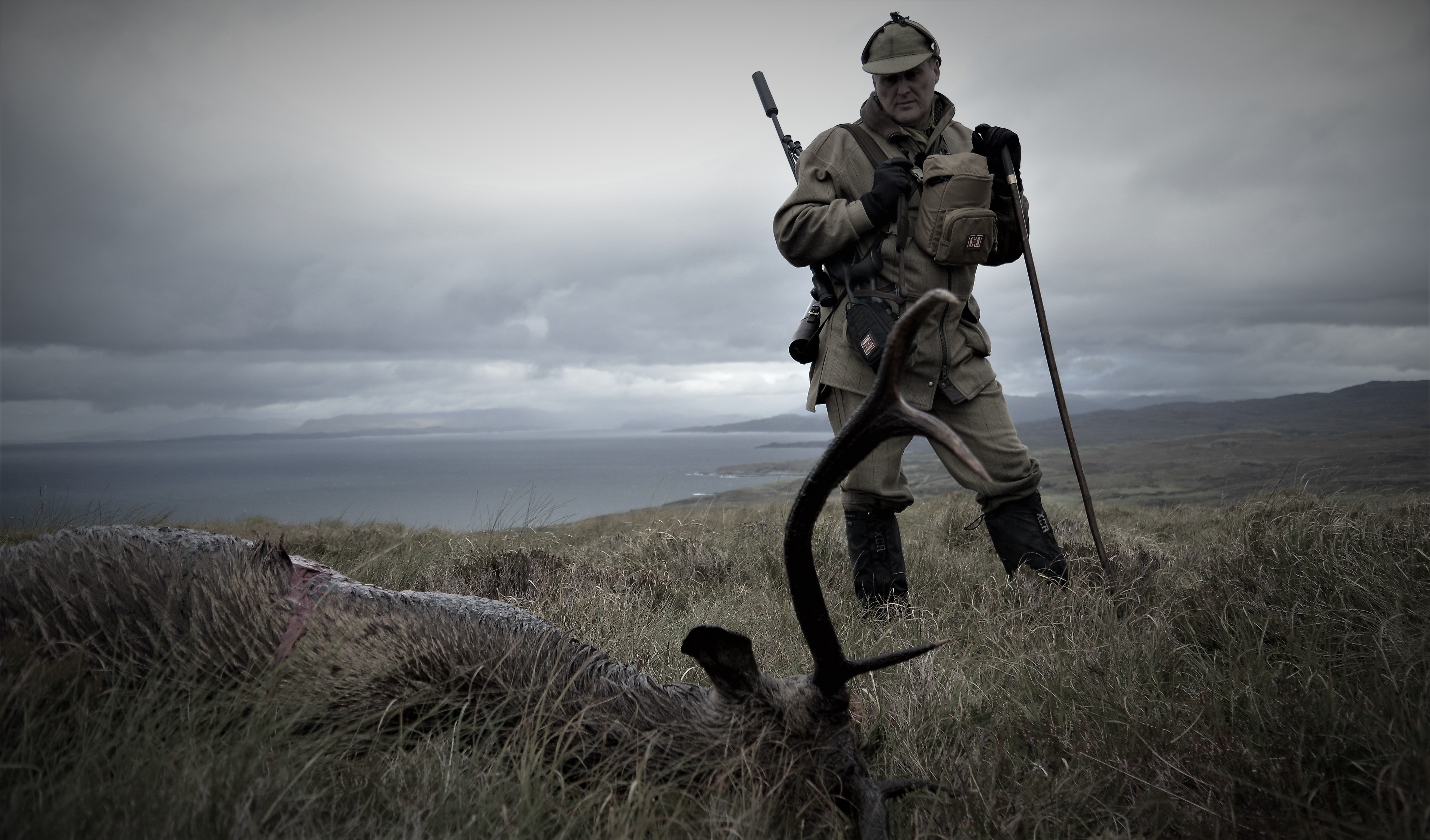
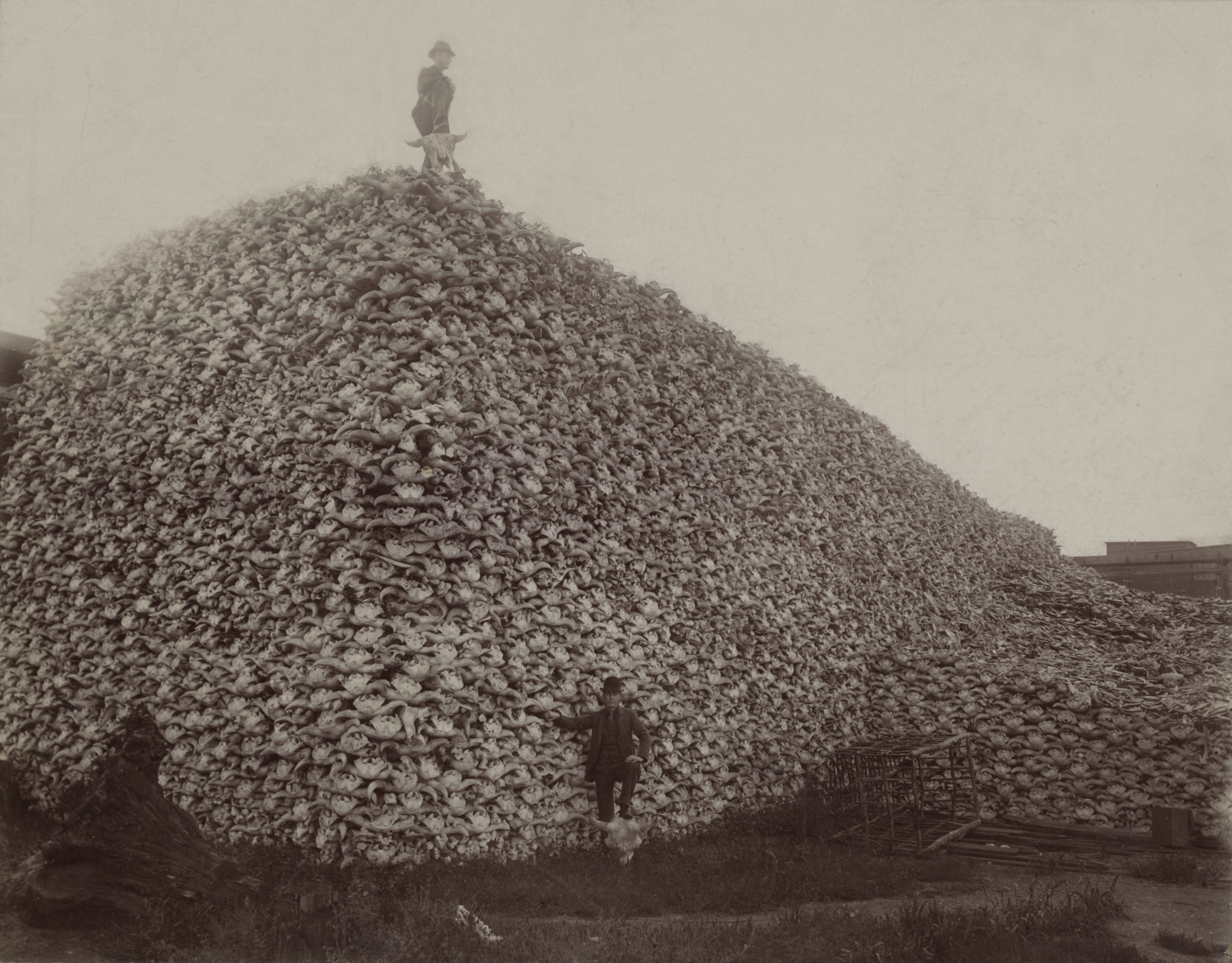
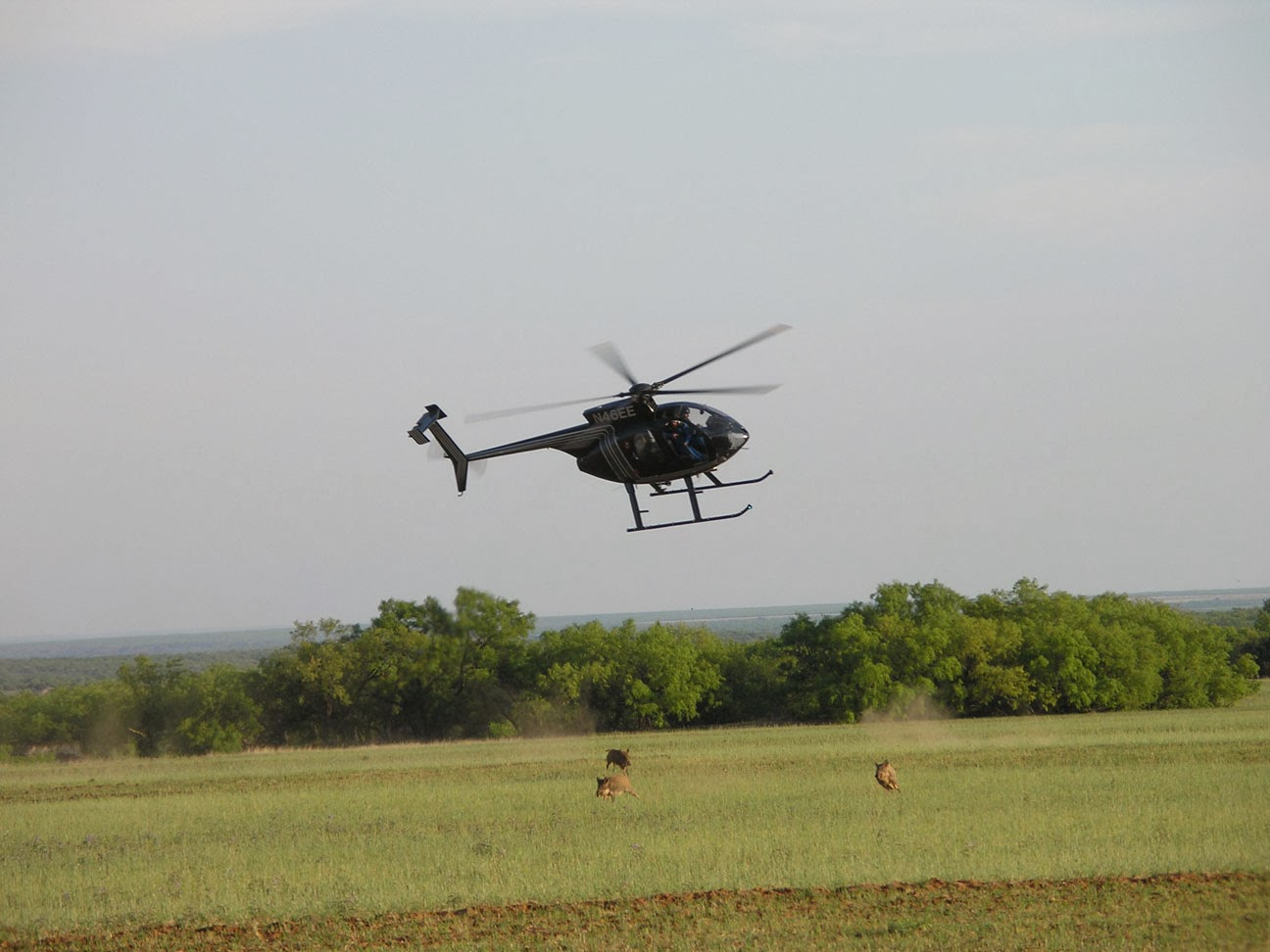
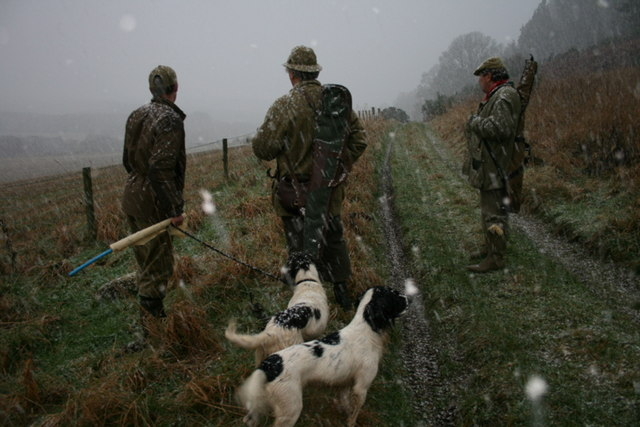
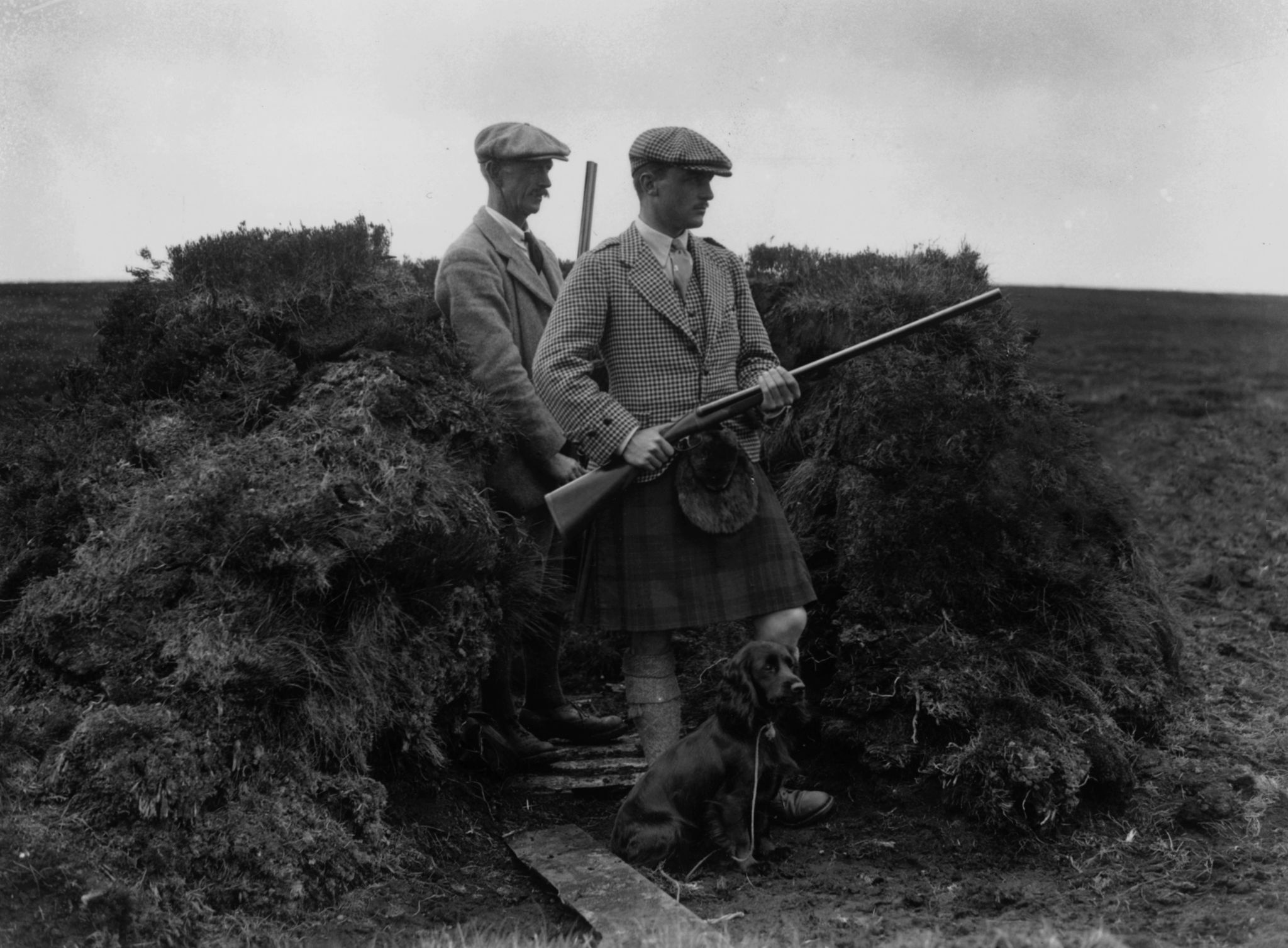
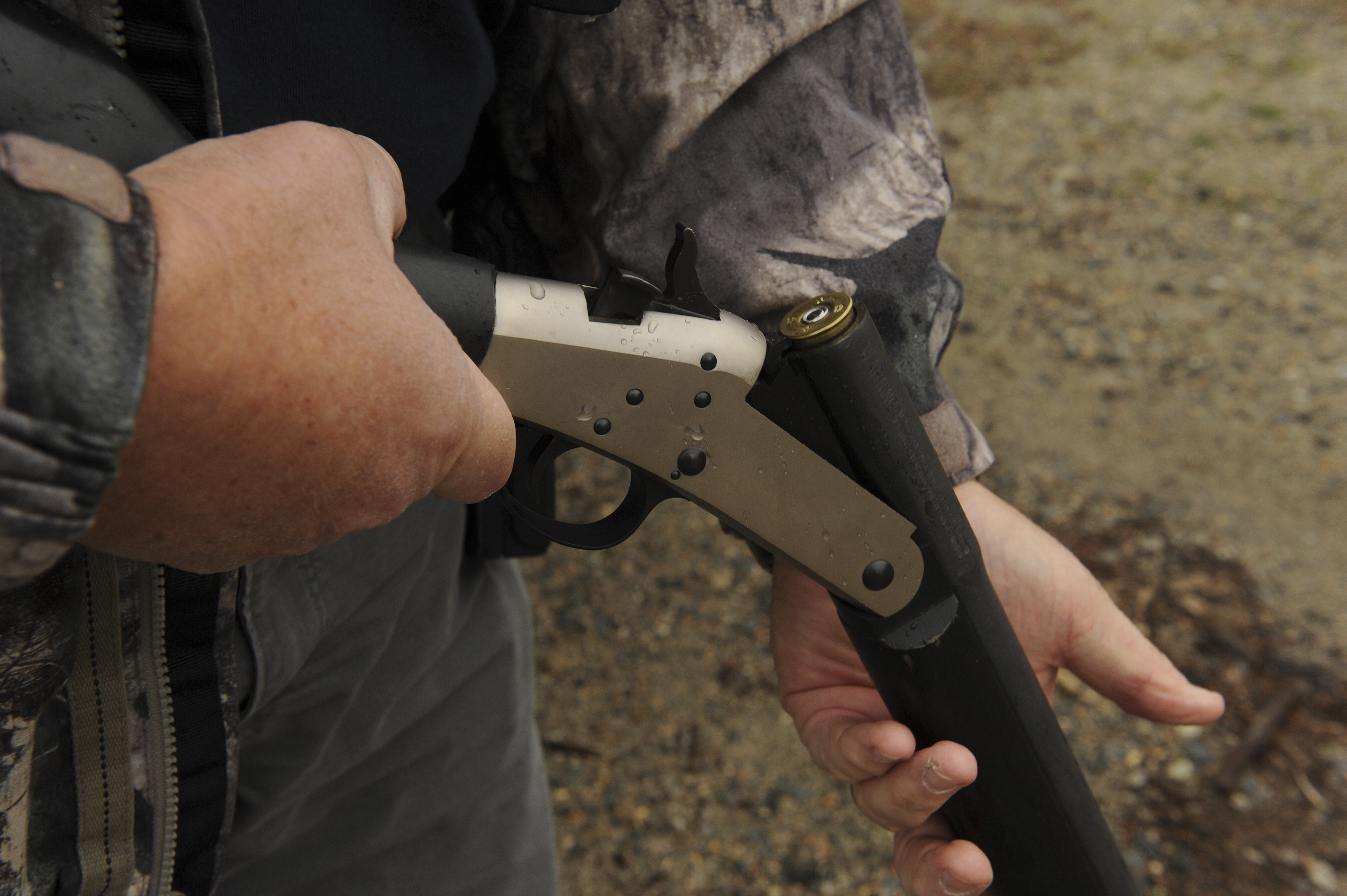
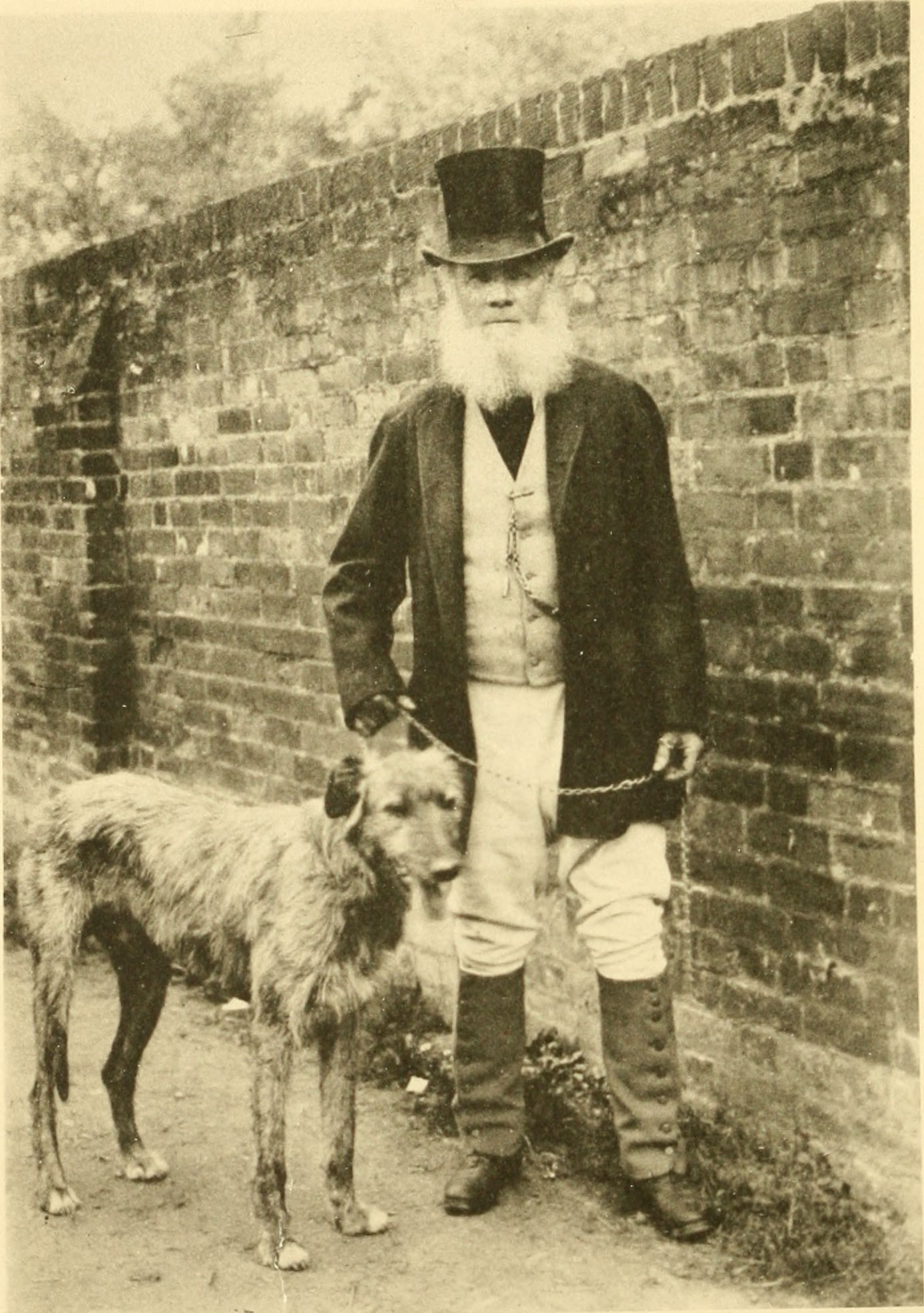
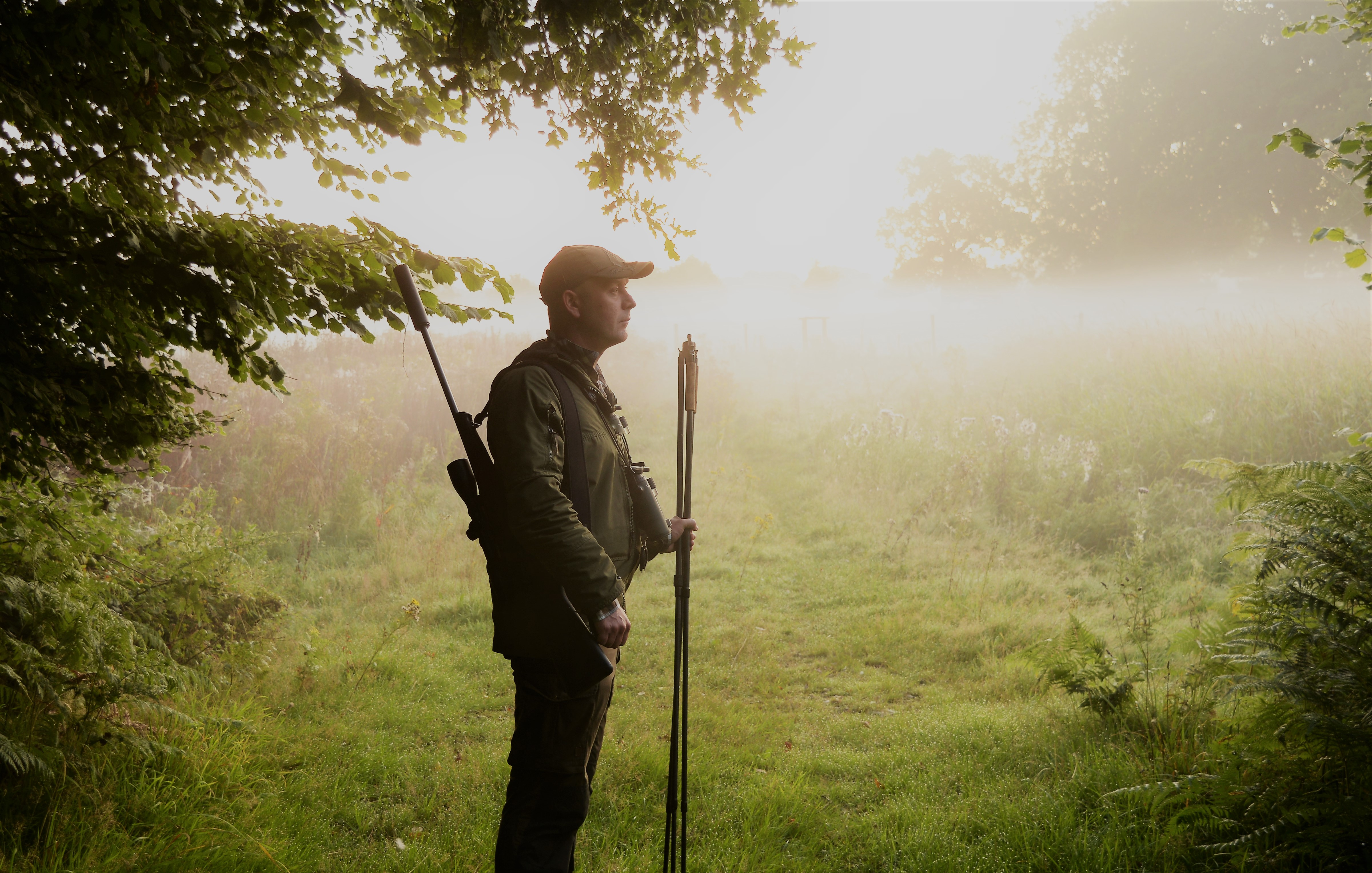
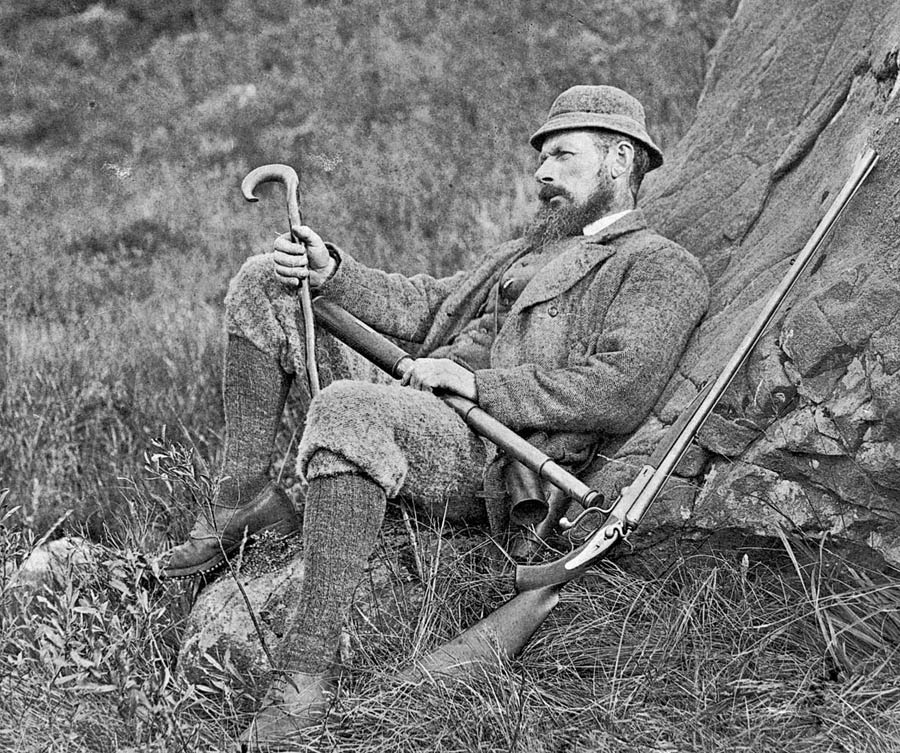